# Zwei Zimmer, Küche, Bong
Zwei Zimmer, Küche, Bong (alternative Schreibweise: 2 Zimmer, Küche, Bong) ist das erste Studioalbum des deutschen Rappers Timi Hendrix. Es erschien am 11. September 2015 unter dem Musiklabel Trailerpark.

## Hintergrund
Timi Hendrix war seit 2005 als Rapper an neun Alben des Rapperduos Pimpulsiv und der Band Trailerpark, die dem gleichnamigen Label angehört, beteiligt. Am 29. Mai 2015 kündigte er die Veröffentlichung seines ersten Soloalbums mit dem Titel Zwei Zimmer, Küche, Bong für den 28. August 2015 an. Zwei Tage später erschien die erste Videoauskopplung des Tracks Intro aus seinem Album auf YouTube. Musikvideos erschienen ferner zu Morgens am 28. Juni, 2 Joints am 14. August sowie Der Kaiser von China am 11. September 2015. Der tatsächliche Release des Albums erfolgte ebenfalls am 11. September 2015.

## Trackliste
Zwei Zimmer, Küche, Bong umfasst 14 Tracks. Als Features sind Alligatoah, Basti DNP, Das W, Elch, Karate Andi, Sapient und Skinny Shef enthalten. Das Album hat eine Gesamtlaufzeit von 45:42 Minuten.
1. Intro
2. OK
3. Der Kaiser von China
4. Morgens
5. 2 Joints (mit Sapient und Skinny Shef)
6. Genau wie du 2015
7. Alles beim Alten (mit Das W)
8. Schlaflos in Guantanamo (mit Alligatoah)
9. I just killed two Cops today
10. Gang (mit Basti DNP, Elch und Karate Andi)
11. Misanthrop (mit Sapient)
12. Main Bitch
13. Lost in Bat Country (mit Das W und Sapient)
14. Hunderttausend Meilen

Die Deluxe-Box enthält außer dem Album ein Poster, ein T-Shirt, eine Leinwand sowie das Instrumentalalbum Heiliger Timääää.

## Rezensionen
Jan Ehrhardt von laut.de bewertete das Album mit drei von fünf möglichen Sternen und befand:

„Grundsätzlich hat man während „2 Zimmer, Küche, Bong“ [...] das Gefühl, Timi will schockieren – um jeden Preis. Auch wenn darunter die Musik [...] eindeutig leidet. Musikalisch gibt die Platte sowieso nicht viel her: größtenteils einfache Beats, klassische Kopfnicker-Produktionen ohne wirkliche Raffinesse. [...] Auch auf textlicher Ebene weiß man nicht so recht, ob man das Album jetzt gut oder schlecht finden soll. [...] Dem einen wird es besser gefallen, dem anderen wird die CD relativ schnell auf die Nerven gehen. Aber unabhängig davon schwingt Hendrix mit „2 Zimmer, Küche, Bong“ die Peitsche der Niveaulosigkeit und lässt sie auf die Rücken all der Moralapostel und Gutmenschen regnen, die Hip Hop mit radiotauglicher Popmusik verwechseln.“

Norbert Haslam von rap.de urteilte über das Album:

„Technisch und von den Punchlines her ist das hier dargebotene in der Tat einwandfrei [...]. Was die Inhalte angeht, dürften sich schon eher die Geister scheiden – mit Blick auf die bisherigen [Veröffentlichungen] kaum überraschend. Wer auf jugendfreie und bedeutungsschwangere Tracks hofft, der wird sehr enttäuscht sein. Fast alle 14 Tracks beinhalten wohlkalkulierte Tabubrüche rund um Drogenkonsum und Asozialität, verpackt in jeder Menge schwarzen Humor. [...] Das Konzept ist in etwa dasselbe, wie auf anderen Trailerpark-Releases: Möglichst viele Provokationen pro Minute. [...] Unterm Strich ist „Zwei Zimmer, Küche, Bong“ das, was man von Timi Hendrix erwartet hatte. Wer seinen Humor krank und abseitig mag, kommt hier voll auf seine Kosten, alle anderen werden empört das Näschen rümpfen.“

## Erfolg
Zwei Zimmer, Küche, Bong stieg am 18. September 2015 auf Platz sieben (2 Wo.) in die Deutschen Albumcharts ein. Am 20. September 2015 erreichte das Album Platz 84 (1 Wo.) der Schweizer sowie am 25. September 2015 Platz 15 (1 Wo.) der Österreichischen Albumcharts.